# San Lucas, Amanalco
San Lucas är en ort i Mexiko, tillhörande kommunen Amanalco i den västra delen av delstaten Mexiko, i den centrala delen av landet. Orten hade 1 098 invånare vid folkräkningen 2010.